# 本澤朋美
本澤 朋美（もとざわ ともみ、1992年11月28日 - ）は、日本の元AV女優。ライフプロモーション所属。

## 略歴・人物
2013年にデビューした美少女系のAV女優。
現在は引退

## 出演作品

### イメージDVD
- Whiteness（2014年6月13日、TWCC）※「憂木はるか」名義

### アダルトDVD
2013年
- 処女喪失 処女喪失の瞬間、完全収録!（2月20日、ピーターズ）
- 一週目（3月12日、プレステージ）※「芹沢さくら」名義　他出演:中川夏帆、佐山あづみ、石原由菜、星井菜々美、乃仲ゆめ、伊藤玲奈
- 文化系部活少女 書道部 さくら（3月26日、ラマ）
- 彼女が働く病院に入院してHしていたら、それを見て興奮した看護師が夜這いしてきた（4月11日、AKNR）他出演:松下ひかり、宇佐美なな、平原みなみ
- メイドリフレの店員さんがイヤらしい事いっぱいしちゃいました!（4月25日、サムシング）※「さくら」名義
- 黒髪の転校生 〜あまりに透明で、垢抜けず無邪気な、そばかすが素敵な君〜（4月30日、JUMP）
- 成長した娘の裸に触れた父親はイケない事と知りつつもチ○ポを勃起させて「禁断の近親相姦」してしまうのか！？ 3 （5月9日、SODクリエイト）他出演:沢田あいり、川越ゆい
- いもうとLOVE+ 43（5月15日、ケートライブ）※「さくら」名義
- すっぴん美少女伝説 〜長い黒髪がよく似合う君〜 新人 枝村千春（5月24日、First Star）
- 少女マニア倶楽部 好きにして下さい。避妊SEX禁止 パイパン美少女ともみ
- SNS出会い系掲示板でナンパした女子校生ハメ撮り流出映像（6月7日、青空ソフト）
- 素人投稿シリーズ【未成年（四七七）】 変態巨根男とパイパン制服少女 03（6月21日、ゴーゴーズ）※「ミク」名義[要出典]
- スクールゾーン電マ 通学路で敏感なクリトリスを刺激され漏らす●学生（7月6日、ナチュラルハイ）他出演:南梨央奈、安達まどか、有本紗世
- 「看護師さんの前で勃起を見せつけたら仕方なくヤってくれた SPECIAL」 VOL.1（7月6日、DANDY）
- 睡眠薬でクラスの女子をヤッちまえ!! 去年まで女子校で今年から共学になった高校に通う僕たちだけど、クラスに男子はたった3人!肩身が狭く、存在感もゼロ!しかも、いつもパシリにされているから腹が立って買いに行かされた飲み物に超強力な睡眠薬を混ぜて飲ませたら全員爆睡！寝ている女子たちにイタズラしまくって逆襲!何人か中出しもしてやりました!（7月6日、Apache
- お父さん、お願い教えて欲しいの… 逆夜這い（8月2日、夜這い）
- 大人しい地味子に中出し 16（8月5日、ケートライブ）※「さくら」名義
- 接客中に顔を紅潮させながら感じまくるバイト娘 6 〜コンビニ、ゴルフキャディ、カラオケ、イタリアンレストラン〜（8月8日、ナチュラルハイ）
- ロリ専科 キミだけに語りかけ! ロリっ娘20人!オマ●コぴちゃぴちゃ指入れ自画撮りオナニー 4時間DX vol.07（8月16日、ロリオナ）他出演:中谷美結、水野さやか、原千草、小林るな、小泉ミツキ、南梨央奈、浅之美波、瞳、綾瀬ルナ、鈴村みゆう、蒼乃ミク、木崎実花、小西まりえ、加藤はるき、有本紗世、矢部ひまり、荒木まい、西園寺れお、天音こころ
- 家族に見つからないように優等生の受験生とやっちゃった家庭教師の俺（8月22日、AKNR）※「芹沢さくら」名義　他出演:原千草、桜ちずる
- リアル 淫乱人妻厳選! ガチンコ 中出し!顔出し! 人妻ナンパ 〜気品ある淫らな奥様GET in 吉祥寺・井の頭公園〜（8月25日、ビッグモーカル）※「芹沢さくら」名義
- 挑発JK逆さ撮りパンチラ 4（8月26日、ラマ）※「芹沢さくら」名義　他出演:葵こはる、湊莉久、愛代さやか、葵野まりん、後藤えみ、平原みなみ、桐谷凪沙、山下優衣 ほか
- ガチンコ仲良し兄妹の愛液くちゅくちゅ ハニカミ素股体験（9月5日、アイエナジー）他出演:有本紗世、森川ななせ
- 若かりし頃のお母さんと性交（9月19日、アイエナジー）
- 地味だけど美少女 男無縁生活19年 高学歴現役名門女子大一年生 ナチュラル地味子生中出し（9月27日、First Star）※「内田瑞穂」名義
- natural207 SAKURA （9月29日、Natural 9）
- ●学生を治療と称してパイパンにしてレイプ 島●県某市立病院ロリコン医師の盗撮映像（10月1日、変態紳士倶楽部）
- 新・歌舞伎町整体治療院 26（10月4日、ゴーゴーズ）他出演:荒木まい
- 微乳美女20名 第1集（10月4日、我欲）他出演:荒木まい
- ツルマン制服少女のおマ●コ遊び 第1集（10月4日、我欲）他出演:有本紗世
- 洗車場で身震いしながら我慢できず内股イキする美尻娘（10月10日、ナチュラルハイ）※「芹沢さくら」名義
- 非ヌキ系サロン 洗体エステで勃起しちゃった僕。 11（10月10日、AKNR）※「芹沢さくら」名義　他出演:原千草、早乙女らぶ、高梨あゆみ
- 本屋に参考書を買いに来た真面目でおとなしそうな女子校生に媚薬をたっぷり塗ったチ ポで即ハメしたらアヘ顔で痙攣するほど感じてイキまくった 4（10月10日、SODクリエイト）
- ヒロインイメージファクトリー 09（10月21日、GIGA）
- 美神クリスティナ ●脚フェチ編●凌辱編●接吻編●痴女編（10月25日、GIGA）
- 淫罪ロリータ 5（10月26日、アヴァ）
- 掃除道具で強制射精させられた 〜学園生活編〜（11月5日、フリーダム）他出演:夏目優希、篠宮ゆり、乙葉ななせ
- 痴漢OK娘 VOL.12（11月9日、ナチュラルハイ）※「芹沢さくら」名義　他出演:辻井ゆう、星川麻紀、永作ゆう美
- 保健室でムチムチブルマをマッサージされ気持ちよすぎて我慢できずにブルマ汁が溢れ出す押しに弱い高感度女子高生（11月9日、ディープス）他出演:秋月夕奈、有本紗世
- これぞ興奮の真骨頂! バレないように彼女の親友とこっそりヤル! 9（11月9日、AKNR）※「芹沢さくら」名義　他出演:愛花沙也、高梨あゆみ、北川エリカ
- 「出張マッサージ師になりすまして人妻の股間に勃起チ○ポを擦りつけて火がついたら終了!ヤらないで帰ろうとしたら『延長してもいいですか?』」 VOL.1（11月21日、DANDY）他出演:天野みほ、秋野千尋
- 新聞配達浪人生 ともみ 無毛19歳（12月1日、AV）
- 小便教師 女子校に赴任した教師が受けたイジメ（12月5日、フリーダム）他出演:夏目優希、篠宮ゆり、乙葉ななせ
- 女子校生のブルマと太もも 〜復讐はパツパツの尻と太ももで〜（12月5日、フリーダム）他出演:夏目優希、篠宮ゆり、乙葉ななせ

2014年
- 素人生ハメ! ママ友ナンパ 9 幼妻愛好会 無垢で優しさあふれるママさんとオトナのお遊戯（1月10日、ホットエンターテイメント）
- 第一回 パイパン飲み会! 飲酒悪ノリAV業界ご法度裏話連発!! 台本無しのガチハメおもらし乱交SEX!!（1月19日、エンペラー）共演:京野結衣、山本えれな、葵莉乃、蓮根さやか
- パン線!透けパン!街撮り即交渉!! 着衣デカ尻OLタイトスカートナンパ（1月23日、ディープス）他出演:佐々木恋海、野宮さとみ、東条ゆう[要出典]
- 即ハメ痴漢（2月6日、ナチュラルハイ）
- パイパンロリオナ! ディルド編（2月19日、エンペラー）他出演:山本えれな、葵莉乃、蓮根さやか、京野結衣
- 「職務中の全裸巡回、陰部露出、自慰行為、ノーパン業務、強制ミニスカ、患者を騙してセックス介助…人妻ナースにヤらせる羞恥看護スペシャル」VOL.1（2月20日、DANDY）
- 自慰・口淫・悪戯・性交 素人投稿シリーズ【未成年（四九六）】 パンツ売りの少女 03（2月21日、ゴーゴーズ）
- 催眠洗脳淫語 孕ませ中出し三者面談（3月6日、V&Rプロダクツ）共演:加納綾子
- 美少女デリヘル嬢 パイパン性器密着マンこき性感サービス（3月21日、M.A.G）他出演:山本えれな、三日月春歌、京野結衣
- いつでも生中出しできる JK専門パイパンソープ（4月19日、エンペラー）他出演:京野結衣、山本えれな
- まさか!妹の友達が媚薬を回し飲み!? 念願の媚薬を手に入れたのに、意気地がなくていつまでも使えない小心者の僕。なぜバレたのか、妹（毎日友達と遊んで僕を小馬鹿にしてくるリア充）が遊び半分でコッソリ僕の部屋から媚薬を持ちだして友達と回し飲み!?（5月10日、Hunter）
- 小汚いワンルーム住まいの僕だけど、掃除専門のお手伝いさんを雇ってみたら、女の子と2人きりになれた。しかも一生懸命掃除している胸元からはブラが丸見え!と思ったらブラどころか浮いたブラの隙間から乳首が無防備にも丸見えじゃありませんか!（5月22日、Hunter）他出演:篠宮ゆり、葵こはる、西園寺れお、有本紗世[要出典]
- 素人輪姦計画。 4 ゆとり世代のグループが彼女の妹を輪姦した一部始終を盗撮・そして発売（5月23日、MAGIC）共演:中堀歩夢[要出典]
- 素人ナンパ持ち帰り! 盗撮SEX横流し映像 2（6月13日、ナンパHEAVEN）他出演:山手栞[要出典]
- エッチな教育実習生
  - 憧れの恩師と禁断の生ハメ研修（前篇　6月5日、カリビアンコム）
  - 桃尻先生の悲劇（後篇　6月21日、カリビアンコム）

2015年
- 初エステに来たお嬢様を催淫媚薬オイルで痙攣するほど感じさせ、「膣内から綺麗になりましょう！」とダマしてマシンバイブを挿入イカせまくって激潮！海老反り！そしてデカチ○ポで中出し！(1月8日、サディスティックヴィレッジ)

ほか